# ダグマル・ベラ
ダグマル・ベラ (Dagmar Bella) は、オーストリアのピアニスト。
ヴィルヘルム・フルトヴェングラーの娘で、作曲家のヤン・レヴォスラフ・ベラの孫娘。ウィーンでピアニスト兼教師として活動。父とパウル・バドゥラ＝スコダと共演したとされるモーツァルトの協奏曲の録音について、その録音を自分がピアノを弾いた録音ではないと見破った。
https://ml.naxos.jp/artist/60829
https://furtwangler.fr/en/memories-memories-3/
https://operaslovakia.sk/mame-dnes-este-podlznost-voci-janovi-levoslavovi-bellovi-pripomienka-180-vyrocia-narodenia-skladatela/
| スタブアイコン | サブスタブ | この項目は、まだ閲覧者の調べものの参照としては役立たない、人物に関連した書きかけの項目です。この項目を加筆・訂正などしてくださる協力者を求めています（P:人物伝/PJ:人物伝）。 |